# Италија на Светском првенству у атлетици у дворани 2018.
Италија је учествовала на 17. Светском првенству у атлетици у дворани 2018. одржаном у Бирмингему од 1. до 4. марта седамнаести пут, односно на свим првенствима до данас. Репрезентацију Италије представљало је 12 такмичара (4 мушкарца и 8 жена), који су се такмичили у 8 дисциплина (3 мушке и 5 женских).,
На овом првенству Италија је по броју освојених медаља делила 24. место са 1 бронзаном медаљом.
У табели успешности (према броју и пласману такмичара који су учествовали у финалним такмичењима (првих 8 такмичара) Италија је са 2 учесника у финалу делила 23 место са 10. бодова.
| Плас. | Земља   | 1. место | 2. место | 3. место | 4. место | 5. место | 6. место | 7. место | 8. место | Бр. финал. | Бод. |
| ----- | ------- | -------- | -------- | -------- | -------- | -------- | -------- | -------- | -------- | ---------- | ---- |
| =23.  | Италија | 0        | 0        | 1        | 0        | 1        | 0        | 0        | 0        | 2          | 10   |

## Учесници
| Мушкарци: - Yasin Bouih — 3.000 м - Хасан Фофана — 60 м препоне - Паоло дал Молин — 60 м препоне - Фабрицио Донато — Троскок | Жене: - Ана Бонђорни — 60 м - Рафаела Боахенг Лукудо — 400 м, 4 х 400 м - Ајомиде Фолорунсо — 400 м, 4 х 400 м - Вероника Борси — 60 м препоне - Елиса Марија Ди Лазаро — 60 м препоне - Кјара Бацони — 4 х 400 м - Марија Енрика Спача — 4 х 400 м - Алесија Трост — Скок увис |

## Освајачи медаља (1)

### Бронза (1)
- Алесија Трост — Скок увис

## Резултати

### Мушкарци
| Атлетичар       | Дисциплина   | Лични рекорд | Квалификације  | Квалификације | Полуфинале            | Полуфинале            | Финале                | Финале       | Детаљи |
| Атлетичар       | Дисциплина   | Лични рекорд | Резултат       | Место         | Резултат              | Место                 | Резултат              | Место        | Детаљи |
| --------------- | ------------ | ------------ | -------------- | ------------- | --------------------- | --------------------- | --------------------- | ------------ | ------ |
| Yasin Bouih     | 3.000 м      | 7:50,94      | 7:50,65 КВ, ЛР | 3. у гр. 2    |                       |                       | 8:20,84               | 11 / 16 (22) |        |
| Паоло дал Молин | 60 м препоне | 7,51 НР      | 7.81 (.807)    | 5. у гр. 3    | Нису се квалификовали | Нису се квалификовали | Нису се квалификовали | 27 / 37 (38) |        |
| Хасан Фофана    | 60 м препоне | 7,66         | 7,81 (.802)    | 5. у гр. 5    | Нису се квалификовали | Нису се квалификовали | Нису се квалификовали | 25 / 37 (38) |        |
| Фабрицио Донато | Троскок      | 17,73 НР     |                |               |                       |                       | 15,96                 | 14 / 15      |        |

### Жене
| Атлетичарка                                                                | Дисциплина   | Лични рекорд | Квалификације      | Квалификације | Полуфинале            | Полуфинале            | Финале                | Финале       | Детаљи |
| Атлетичарка                                                                | Дисциплина   | Лични рекорд | Резултат           | Место         | Резултат              | Место                 | Резултат              | Место        | Детаљи |
| -------------------------------------------------------------------------- | ------------ | ------------ | ------------------ | ------------- | --------------------- | --------------------- | --------------------- | ------------ | ------ |
| Ана Бонђорни                                                               | 60 м         | 7,26         | 7,24 (.237) кв, ЛР | 4. у гр. 6    | 7,30 (.294)           | 7. у гр. 3            | Нису се квалификовале | 20 / 47      |        |
| Рафаела Боахенг Лукудо                                                     | 400 м        | 53,08        | 52,98 кв, ЛР       | 3. у гр. 4    | 53,18                 | 4. у гр. 2            | Нису се квалификовале | 11 / 31 (34) |        |
| Ајомиде Фолорунсо                                                          | 400 м        | 52,97        | 53,24              | 3. у гр. 3    | Нису се квалификовале | Нису се квалификовале | Нису се квалификовале | 18 / 31 (34) |        |
| Вероника Борси                                                             | 60 м препоне | 7,94         | 8,27 (.270)        | 5. у гр. 1    | Нису се квалификовале | Нису се квалификовале | Нису се квалификовале | 28 / 36 (37) |        |
| Елиса Марија Ди Лазаро                                                     | 60 м препоне | 8,22         | 8,35               | 7. у гр. 2    | Нису се квалификовале | Нису се квалификовале | Нису се квалификовале | 33 / 36 (37) |        |
| Рафаела Боахенг Лукудо Ајомиде Фолорунсо Кјара Бацони Марија Енрика Спача, | 4 х 400 м    | 3:31,99 НР   | 3:32,62 кв, НРС    | 3. у гр. 1    |                       |                       | 3:31,55 НР            | 5 / 9 (10)   |        |
| Алесија Трост                                                              | Скок увис    | 2,00         |                    |               |                       |                       | 1,93                  |              |        |